# 中国反邪教协会
中国反邪教协会（英文名：China Anti-Cult Association），于2000年11月13日成立。该协会官方称其是由全国科技界、社会界、宗教界、法律界、新闻界等社会各界有志于反对邪教人士自愿组成，依法登记成立，是公益性、非营利性法人社会团体。該協會直接受控於中國共產黨，儘管該協會對外宣稱是私人協會，但事實上與中共保持著密切聯繫，通常被視為中共機構的一部分，旗下設置凱風網。

## 組織
中共1999年6月後，多個黨政機關單位監督、控制「邪教」，主要三個包括610辦公室（旗下成立「中國反邪教網」）直接受中共政治局管轄、中國反邪教協會(旗下成立凱風網)、公安部反邪教局；610辦公室直接向政治局常委會報告，在三者中級別最高、也是最不被人所了解的機構，2017年成立「中國反邪教網」。「反邪教局」則在1999年610領導小組成立後所設置，是從中共軍方、公安部、國家宗教事務局的一些機構中劃分出來歸併成立。

該協會設置凱風網，名義由「大地阳光文化发展有限公司」營運，2015年更名為「正心文化發展有限公司」。「中國反邪教網」，則由中共公安部下屬「大地阳光文化发展中心」運營。

## 争议
有异议人士认为该协会的成立背景正处于中国政府打压法轮功最严厉之时，且该协会经常被指控有反法轮功倾向。特别是2014年招远围殴女子致死案之后，该协会则公布了20个邪教组织，與基督教有聯繫的就有15種，名單還放上法轮功；然而中共公安部2000年發佈中央办公厅、国务院办公厅文件明确認定「邪教名單」7種（公通字[2000]39號）、2005年（公通字[2005]39號）及2014年發佈14種，名單上都不包括法輪功。而法轮功方面则称該會为中共打压法轮功的政治打手。
另外，该协会亦被台湾的地方召会所抗议，主要原因是其将召会视为中国官方认定的邪教“呼喊派”之一而指控其不实。